# Anne Querrien
 (juillet 2020).
 (février 2025).
Motif : ne semble pas répondre aux critères de notoriétés pour une politique ou une chercheuse
- Archive Wikiwix
- Bing
- Cairn
- DuckDuckGo
- E. Universalis
- Gallica
- Google
- G. Books
- G. News
- G. Scholar
- Persée
- Qwant
- (zh) Baidu
- (ru) Yandex
- (wd) trouver des œuvres sur Wikidata

| 1. | Préciser le motif de la pose du bandeau. | Précisez le motif de la pose du bandeau en utilisant la syntaxe suivante : {{admissibilité à vérifier\|date=mars 2025\|motif=remplacez ce texte par le motif}}                     |
| 2. | Informer les utilisateurs concernés.     | Pensez à avertir le créateur de l'article, par exemple, en insérant le code ci-dessous sur sa page de discussion : {{subst:avertissement admissibilité à vérifier\|Anne Querrien}} |

Anne Querrien (née le 13 décembre 1945) est une sociologue et urbaniste française. Ses recherches portent sur la politique de la ville et du logement social, mais aussi sur  l'école comme « espace à libérer », ou encore sur le genre ou la dualité sexuelle. Elle est actuellement codirectrice de la revue Multitudes.

## Biographie
Animatrice entre autres du Mouvement du 22 mars à Nanterre et à Paris en 1968, elle a été secrétaire générale du CERFI (Centre d'Études, de Recherches et de Formation Institutionnelles) créé par Félix Guattari dans les années 1970, où elle se lia d'amitié avec, entre autres, Guy Hocquenghem.
Enseignante aux universités Paris 8 et Paris 1, et anciennement à l'université d'Evry, elle est membre de l'AITEC. Elle participe à la rédaction des revues Les Annales de la recherche urbaine, Chimères et Multitudes.

## Principales publications
- Généalogie des équipements collectifs. 1, L' École primaire, recherche effectuée pour le Ministère de l'équipement, Service des affaires économiques et internationales, Fontenay-sous-Bois, CERFI, 1975.

En collaboration
- Amicale pour l'enseignement des étrangers, étude dirigée par José Rojo avec la collaboration de Catherine Bozzi Mellet et Anne Querrien, Les Travailleurs étrangers dans les cours. 1970-1971, Paris, « Vivre en France », 1972.
- Éliane Brillaud et Anne Querrien, Ville et immigration : dossier bibliographique, Ministère de l'équipement, du logement, des transports et du tourisme, Direction de l'aménagement et de l'urbanisme, Centre de documentation de l'urbanisme ; Plan urbain, La Défense, Éditions Villes et territoires, 1997.  (ISBN 2-11-082165-5)
- (éd.), En marge de la ville, au cœur de la société : ces quartiers dont on parle, Paris, L'Aube, 1997.
- Anne Querrien et Monique Selim, La libération des femmes, une plus-value mondiale, Paris, L'Harmattan, coll. « Anthropologie Critique », 2015.
- Marco Candore, Anne Querrien, Mayette Viltard (dir.), Chaoerrances/cohérences. Anarchies couronnées et hiérarchies de la représentation, Paris, Cahiers de l'Unebévue, coll. « La menthe à l'eau », 2017.
- Anne Sauvagnargues, Anne Querrien, Arnaud Villani (dir.), Agencer les multiplicités avec Deleuze, Paris, éd. Hermann, coll. « Colloque de Cerisy », 2019.

Chapitres d'ouvrages collectifs
- « Devenir putain » in Judith Belladona, Folles femmes de leur corps. Prostituées, Paris, Recherches, 1977 [lire en ligne].
- « Le CERFI, l’expérimentation sociale et l’État : témoignage d’une petite main » in Philippe Bezes et al. (éd.), L'État à l'épreuve des sciences sociales : La fonction recherche dans les administrations sous la Ve République, Paris, La Découverte, coll. « Recherches », 2005, 384 p. (ISBN 978-2-7071-4721-9)
- « Le fou, le passant, l'agent, le concepteur » in Daniel Cefaï et Carole Saturno (éd.), Itinéraire d'un pragmatiste. Autour d'Isaac Joseph, Economica, « Études Sociologiques », 2007.
- « Un radeau laisse passer l'eau » in Fernand Deligny, Œuvres, L'Arachnéen, 2007.
- « Un petit nécessaire à la révolution » in Alain Jugnon (éd.), La révolution nécessaire, laquelle ?, Villeurbanne, Golias, 2009, 491 p. (ISBN 978-2-35472-052-0, BNF 42002755)

Traductions (sélection)
- Christian Marazzi, La place des chaussettes : le tournant linguistique de l'économie et ses conséquences politiques (Il posto dei calzini : la svolta linguistica dell'economia e i suoi effetti nella politica), traduit de l'italien avec François Rosso, Paris, Éditions de l'Éclat, 1997.  (ISBN 2-84162-013-1)
- Toni Negri, Exil, traduit de l'italien avec François Rosso, Mille et une nuits, « Les Petits Libres » no 19, 1998. [lire en ligne]
- Christian Marazzi, Et vogue l'argent, traduit de l'italien avec François Rosso, La Tour-d'Aigues, Éditions de l'Aube, « Société et territoire. Prospective du présent », 2004.  (ISBN 2-87678-811-X)
- Christian Marazzi, La brutalité financière - Grammaire de la crise  (Finanza bruciata), traduit de l'italien avec François Rosso, Paris-Lausanne, Coedition Editions de l'éclat/Réalités sociales, 2013.  (ISBN 978-2-84162-296-2) (BNF 43567948)

Articles (sélection)
- « De l'école » : recension de De l'école de Jean-Claude Milner, in Esprit, no 98, 1985.
- « La ville en transversales »  in Futur Antérieur, no 29, 1995.
- « Un exemple pratique de revenu garanti : le cas de la sidérurgie lorraine » (avec François Rosso) in  Ecorev , no 8, 2002.
- « Le capitalisme à la sauce artiste » : recension de Le nouvel esprit du capitalisme de Luc Boltanski et Ève Chiapello, in Multitudes, no 15, 2004 [lire en ligne].
- « Escarmouches dans la lutte pour le temps libre » (avec François Rosso) in Ecorev, no 17, 2004.
- « Le logement social en Europe - Dans le passé et vers quel avenir ? » in Informations sociales, no 123, 2005.
- « Broderies sur Les Trois Écologies de Félix Guattari » in Chimères, 2007.
- « Vers des normes sexuelles globales. Micro et macro-politiques de la dualité sexuelle dans le cadre de la globalisation » (avec Monique Selim) in Chimères, no 71, 2010 [lire en ligne].
- « Fukushima ou la découverte du cygne noir» (avec Yann Moulier-Boutang) in Multitudes, no 45, 2011.
- « Apprendre en s'endettant » (avec François Rosso) in Multitudes (revue), no 49, 2012.
- « Florange : résistance en quête de soulèvement » (avec François Rosso) in Multitudes, no 50, 2012.
- « A la Santé des Robots » (avec François Rosso) in Multitudes n°58, 2015.